# Duda Arakaki
Maria Eduarda de Almeida Arakaki (Maceió, 12 de agosto de 2003) é uma ginasta brasileira, que compete em provas de ginástica rítmica. Atualmente, é a capitã da Seleção Brasileira de Ginástica Rítmica.

## Biografia
Duda Arakaki deu início à sua trajetória na ginástica rítmica aos seis anos de idade e aos 9 ela conquistou um título nacional da categoria mirim. Desde então nunca mais se afastou da modalidade, que se tornou sua verdadeira paixão. A jovem não demorou a decidir que esse esporte seria mais do que um simples hobby, mas também uma futura carreira profissional para ela. Ela participou de diversos festivais de competições regionais, inclusive foi campeã do campeonato regional nível B e no conjunto pré-infantil aos 10 anos. No mesmo ano, Duda foi campeã do Torneio Nacional, em Caxias do Sul.
Aos 15 anos de idade, Duda Arakaki já teve a honra de representar o Brasil em uma importante competição internacional. Participando dos Jogos Olímpicos da Juventude, sediados em Buenos Aires, na Argentina, a talentosa atleta de ginástica rítmica foi uma das 79 jovens selecionadas para competir no evento juvenil de renome. Ela ficou em 22ª na ginástica rítmica.
No Pan-Americano de Ginástica 2021, que aconteceu no Rio de Janeiro, o conjunto que a ginasta faz parte faturou 3 medalhas de ouro, assim se classificando paras as Olimpíadas de Tóquio. As categorias que as brasileiras ficaram em 1º lugar foram 5 bolas, com 35.950 pontos, 3 arcos e 4 maças, com 36.650 pontos, e grupo geral.
Ela fez parte da equipe que competiu nos Jogos Olímpicos de Tóquio 2020, junto com Geovanna Santos, Deborah Medrado, Nicole Pircio e Beatriz Linhares. A equipe fez 3.250 pontos na soma das duas rotações e terminou em 12° lugar na competição.
Em 2023, Maria Eduarda foi ouro na Copa do Mundo de Ginástica Rítmica de 2023, em Portimão, Portugal. Na apresentação de "I Wanna Dance With Somebody", o conjunto brasileiro conquistou 34.600 pontos e conseguiram vencer uma etapa do Challenge pela primeira vez. Na etapa em Cluj-Napoca, a equipe conquistou uma medalha de cara. O bronze veio no grupo geral, ao somarem 64.500 pontos. A prata foi no 5 arcos, que ficaram com a nota de 34.450. E na última prova da competição, veio o ouro no conjunto misto de 3 fitas e 2 bolas, as brasileiras fizeram 31.700, ficando a frente da Itália e Bulgária.
Duda se machucou há poucos dias do Campeonato Mundial de Ginástica Rítmica de 2023, em Valência, na Espanha. Ela sofreu uma entorse no tornozelo direito quase comprometendo sua participação na competição. No Campeonato, o conjunto brasileiro ficou em 4ª na prova dos 5 arcos.
Em setembro de 2023 ela conversou com alunos do Colégio Marista, de Maceió, sobre ginástica rítmica. O objetivo era motivar os alunos que iriam representar o Alagoas em competições como o InterMarista em Belo Horizonte e os Jogos da Juventude em São Paulo.

## Títulos
Campeonato Pan-Americano de Ginástica
- Ouro: grupo geral (Rio de Janeiro, 2021)
- Ouro: 5 bolas (Rio de Janeiro, 2021)
- Ouro: 3 arcos + 4 maças (Rio de Janeiro, 2021)

Copa do Mundo de Ginástica Rítmica
- Ouro: 5 arcos (Portimão, 2023)[14]
- Ouro: 3 fitas + 2 bolas (Cluj-Napoca, 2023)[16]
- Prata: 5 arcos (Cluj-Napoca, 2023)[16]
- Bronze: grupo geral (Cluj-Napoca, 2023)[15]